# Charles-Eutrope de La Laurencie
Charles-Eutrope de La Laurencie (* 30. April 1740 in Villeneuve-la-Comtesse; † 13. Mai 1816) war ein französischer Bischof.

## Leben
Charles-Eutrope de La Laurencie wurde 1740 auf dem Schloss Villeneuve-la-Comtesse in der Diözese Saintes geboren. Er war Generalvikar des Bischofs Saint-Aulaire von Poitiers. 1783 zum Bischof von Nantes ernannt, wurde er am 11. Januar 1784 geweiht. 1790 gab er ein Novum Breviarium Nannetense heraus.
Vor der Schreckensherrschaft floh er nach Belgien, dann in die Niederlande und schließlich nach England. Den durch das Konkordat Pius VII. mit Napoleon geforderten Rücktritt verweigerte er, erhielt aber trotzdem die Erlaubnis zur Rückkehr nach Frankreich. Er starb am 13. Mai 1816, 76 Jahre alt.